# Slag bij Ecbatana
De Slag bij Ecbatana vond plaats in 129 v.Chr. en was de laatste veldslag van de Seleucidisch-Parthische Oorlogen. 
In 130 v.Chr. trok de Seleucidische koning Antiochus VII Euergetes Sidetes ten strijde tegen Phraates II om de gebieden te heroveren die Mithridates I de Grote de Seleuciden had afgenomen. Na drie veldslagen moest Phraates in Antiochus zijn meerdere erkennen en delen van Parthië afstaan. In het voorjaar van 129 v.Chr. trok Antiochus zijn troepen samen in Ekbatana met de bedoeling Phraates opnieuw een slag toe te brengen. Mede door toedoen van de bevolking ter plaatse liep de veldtocht uit op een nederlaag voor Antiochus. Phraates nam Antiochus' zoon Seleucus gevangen. Antiochus zelf kwam om, vermoedelijk pleegde hij zelfmoord.
Het Seleucidische Rijk verloor Mesopotamië, enkel Syrië en Palestina bleef over.